# Eugenio Retes
Eugenio Retes Bisetti (Lima, 6 de septiembre de 1895—Santiago, 1 de marzo de 1987) fue un actor, guionista y dramaturgo peruano-chileno, reconocido por sus interpretaciones cómicas y del personaje autóctono chileno.

## Primeros años de vida
Cursó sus estudios de primaria y secundaria en Lima, Perú. En 1909, junto con sus padres, se radicó en Chile de forma definitiva, donde se dedicaría al teatro.
Entre los años 1920-1925, ejerció como Contador Comercial en Argentina.

## Carrera artística
De regreso a Chile, fue actor de numerosas compañías y director de empresas teatrales. En el teatro, trabajó con gran éxito, como con la obra "Fanfarria", de Daniel de la Vega, estrenada en 1930. Durante la década de 1930, participó en "La Gran Compañía de Comedias Cómicas de Olvido Leguía y Lucho Córdoba", en el Teatro Imperio. En 1934, dirigió la Compañía “Inés Berutti”, actuando en el “Teatro Coliseo”. Posteriormente, formó la Compañía de Revistas “Eugenio Retes”, actuando en el Teatro Balmaceda. Durante el mes de junio de 1938, presentó, en coautoría con Carlos Cariola, la gran revista cómica original Si las estatuas hablaran, donde había una “fina sátira política y buen humor criollo”. De igual forma, trabajó más de tres décadas en el "Teatro Bim Bam Bum".
Pero fue el cine el que le dio una notoriedad pública mayor. Su debut fue en la película Verdejo gasta un millón (1941), de Eugenio de Liguoro, una de las películas más populares en la historia del cine chileno. Ahí Retes quedó inmortalizado como el famoso personaje “Juan Verdejo”, a quien ya había interpretado en el teatro. La misma picardía y representación cómica del «roto chileno» la aplicará constantemente en la pantalla grande, desde la secuela Verdejo gobierna en Villaflor (1942) hasta otro gran éxito del cine nacional: El Gran Circo Chamorro (1955), dirigida por José Bohr y escrita por el mismo Retes.
Estas interpretaciones le sirvieron para ser considerado en el reparto de las películas Cabo de Hornos (1956) y El Burócrata González (1964), realizados por el reconocido director chileno-mexicano Tito Davison.[cita requerida] Fue miembro del Sindicato de Actores Profesionales de Chile y miembro de la Sociedad de Autores Teatrales de Chile. Asimismo, fue Vicepresidente de la Sociedad de Autores Teatrales. En 1946, fue elegido Vicepresidente del Frente de Unidad Artístico Gremial.
Su hermano, Rogel Retes, fue también, un conocido actor chileno. Asimismo, su hijo, Esteban Jesús Retes, humorista y cómico, conocido por Ronco Retes, siguió la interpretación del «roto chileno», en el teatro, cine y televisión.[cita requerida]
El 29 de junio de 1984, le fue concedida por el gobierno de Chile una pensión de gracia, del mismo modo como a otros artistas nacionales de reconocida trayectoria como Emilio Gaete, que ocasionalmente llegaban a edades avanzadas sin seguridad social.[cita requerida]
Falleció en Santiago de Chile el 1 de marzo de 1987.

## Filmografía

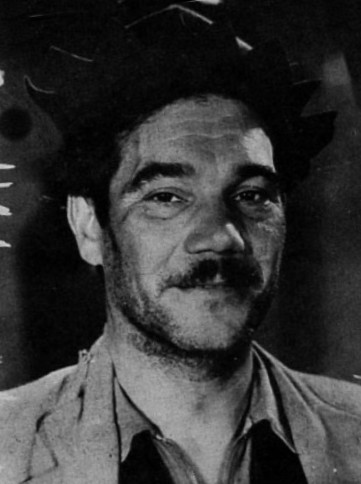
Eugenio Retes como Juan Verdejo.

Todas fueron en Chile.

### Películas como guionista y actor[1]
- Verdejo gasta un millón (1941).
- Verdejo gobierna en Villaflor (1942).
- Dos caídos de la luna (1945).
- Uno que ha sido marino (1951).
- El Gran Circo Chamorro (1955).
- Sonrisas de Chile (1969).

### Películas sólo como actor[1]
- Cabo de Hornos (1956).
- El Burócrata González (1964).